# OpenTTD
OpenTTD es un juego de simulación de código abierto basado en el videojuego Transport Tycoon Deluxe (1995) de Chris Sawyer.
OpenTTD implementa las características del juego original y, al igual que TTDPatch (una versión modificada de Transport Tycoon Deluxe), le agrega rasgos nuevos, como por ejemplo canales, una construcción de estaciones de trenes revisada, nuevos y evolucionados tipos de aeropuertos, etcétera.
Asimismo, multitud de características del juego original han sido mejoradas. Uno de sus rasgos más prominentes es la capacidad multijugador. OpenTTD ofrece la posibilidad de jugar en red de área local y en Internet mediante servidores públicos internacionales que permiten hasta 256 jugadores, tanto en modo cooperativo como competitivo, e incluso con varios jugadores en la misma compañía. El juego ha sido traducido a numerosos idiomas, incluido el español.
OpenTTD fue realizado desensamblando el juego original y posteriormente programándolo en C. El autor, Ludvig Strigeus, terminó la primera versión en marzo de 2004. Está disponible bajo licencia GPL.
Desde la versión 1.0.0, OpenTTD se puede considerar completamente libre de material privativo, y a partir de agosto de 2008 existe una versión de gráficos libres (OpenGFX), por lo que ya no es necesario utilizar el paquete de gráficos del juego original. Desde octubre del mismo año, tanto la música base, OpenMSX, como los sonidos base, OpenSFX, también pueden ser utilizados libremente. Estas mejoras están incorporadas de serie en el programa en sí, y si el usuario lo desea, es posible usar otros archivos base.

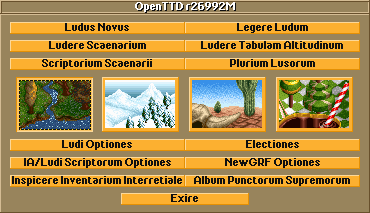
Menú principal de OpenTTD

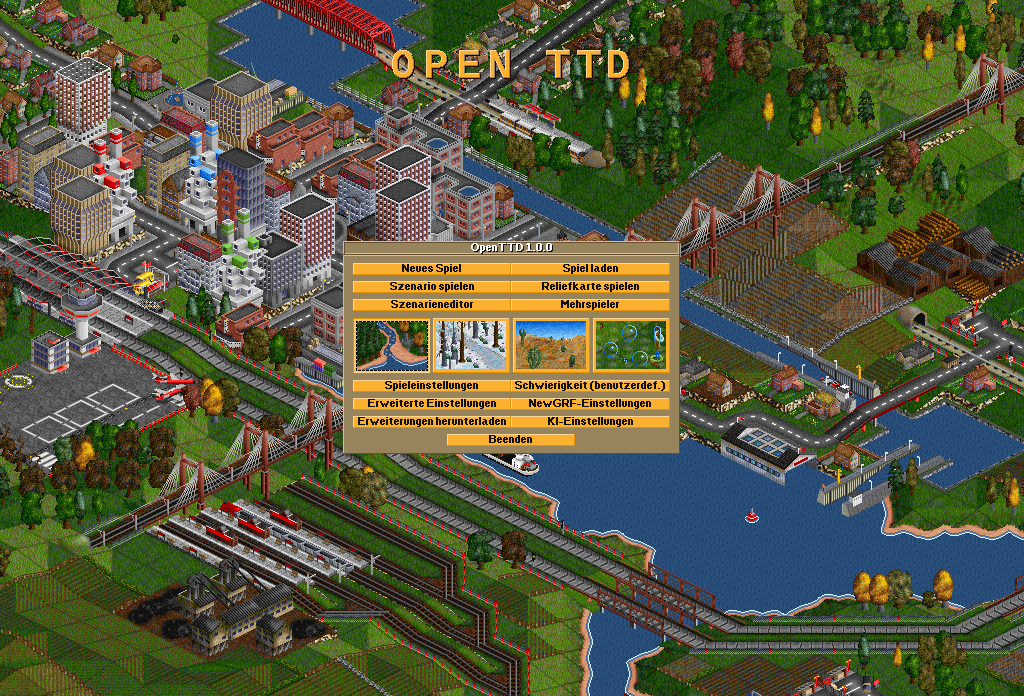
Pantalla de inicio de OpenTTD 1.0.

## Historia

### 1.0.0
Lanzada en 2010, seis años después de la versión inicial. Fue la primera en ser, verdaderamente, software libre e independiente del juego original. Hasta este momento para usar OpenTTD se requerían los archivos gráficos y sonoros de Transport Tycoon Deluxe.

### 1.1.0
Esta versión expandió las especificaciones de los NewGRFs, mejoró los tiempos de carga del programa y su entorno de usuario.

### 1.2.0
Los scripts de juego llegaron con esta nueva versión. A partir de este momento era posible crear metas y se incluyeron otras características y particularidades para mejorar los desafíos en el juego.

### 1.3.0
La principal particularidad de esta versión fue la optimización y depuración del código. Se añadieron monedas anteriormente no incluidas, así como  nuevos idiomas que no se encontraban previamente.

### 1.4.0
Inclusión de la característica llamada CargoDist (distribución de carga).

### 1.5.0
Se añadió la opción de mayor altura en los mapas y las montañas. Se mejoró la interfaz de usuario para pantallas de alta resolución, entre otras mejoras.

### 1.6.0
Lanzada el 1 de abril de 2016, esta versión se centró mayormente en la estética mediante la introducción de un nuevo generador de terreno rediseñado que proporciona a las costas y colinas un terreno más curvo y realista.
De igual forma, fueron incluidas diversas mejoras en el soporte y estructura de los NewGRFs y también, mejoras en la interfaz gráfica.

### 1.7.0
El juego ahora corre nativamente en 64 bits (x86-64). Se ha puesto especial foco en la optimización.

### 1.10.0
Incluye, entre otros cambios, nuevos tipos de autopistas NewGRF, similares éstos a los de ferrocarril. Entre ellos caminos rápidos, lentos y arenosos. De igual manera los docks han sido limitados en tamaño; ermitiéndose ahora una casilla por estación. Y los barcos pueden cargar y descargar todo a la vez.

## Objetivo y características del juego

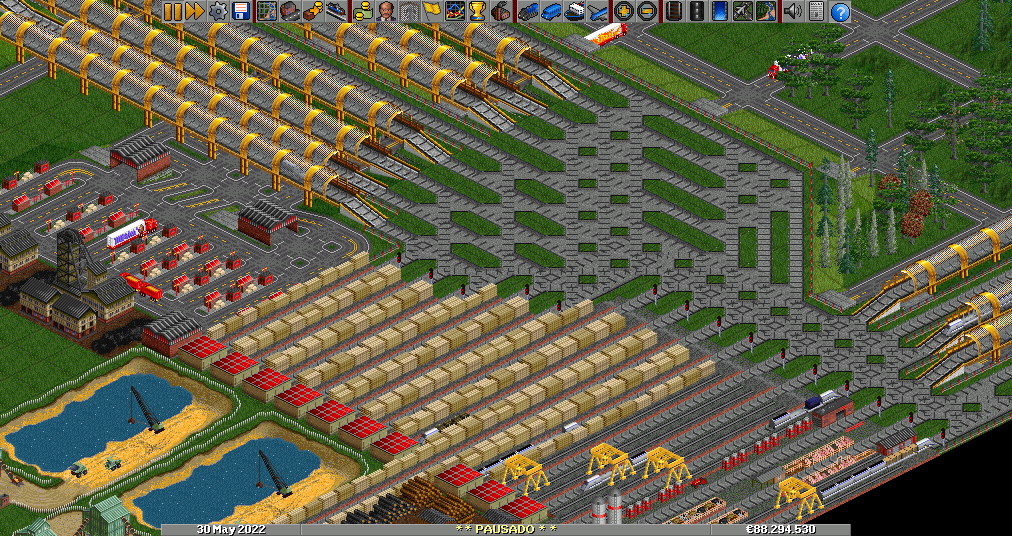
Mega-Estación en OpenTTD 1.5.

OpenTTD posee una mecánica, a priori, bastante simple: crear redes de transporte de carga y de pasajeros, obteniendo beneficios por brindar el servicio.
A partir de ahí, se juega en modo sandbox. La empresa del jugador puede utilizar trenes, aviones, barcos y buses como medios de transporte, creando las rutas que unen los destinos.

### Climas

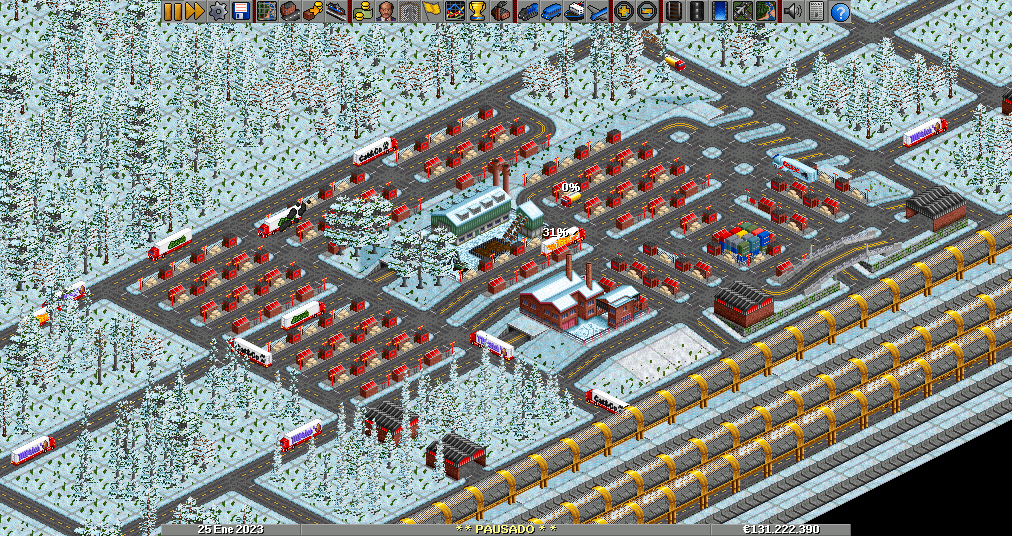
Un camión averiado, en un mapa ártico.

Los climas existentes en el juego son:
- Templado
- Ártico (con nieve)
- Tropical (con desierto)
- Juguetelandia

## Multijugador
OpenTTD soporta partidas multijugador para hasta 256 jugadores entre 15 compañías de transporte diferentes, y puede jugarse tanto en una LAN como en Internet.
Aquí, cada empresa de transporte compite entre sí, y de igual modo, cada empresa de transporte puede ser controlada por más de un jugador en cualquier momento. Esto permite juegos multijugador tanto cooperativos como competitivos.
También son posibles los juegos en equipo, tanto los competitivos (por ejemplo, dos compañías de transporte, ambas controladas por tres jugadores) como los cooperativos.
Adicionalmente a esto, también existe la posibilidad de unirte a una partida solo como espectador, y no jugador directo.

## Contenido en línea
BaNaNaS Archivado el 10 de noviembre de 2016 en Wayback Machine. es un servicio de contenido en línea para OpenTTD. Es accesible directamente desde el propio juego sin necesidad de configurar nada y con la única necesidad de estar conectado a Internet.
Todo el contenido presente en BaNaNaS, al igual que el propio juego, es gratuito.

## Plataformas
Es posible compilar y ejecutar OpenTTD en varias plataformas diferentes. Existen algunas que están soportadas de manera oficial.

### Soportadas oficialmente
- Microsoft Windows
- Mac OS X
- BeOS
- CentOS
- Linux
- OS/2
- FreeBSD
- Palm OS
- Pocket PC
- MorphOS

### No soportadas oficialmente
- AmigaOS
- SkyOS
- RISC OS
- Maemo (versión beta)
- GP2X
- UIQ3
- ReactOS
- PlayStation Portable
- iPhone OS
- Android

### Versión portable
No existe, oficialmente, ninguna versión portable de OpenTTD. Sin embargo, la comunidad ha desarrollado algunas de forma no oficial.